# Sebestyén Olga
Sebestyén Olga (Nagyenyed, 1891. július 27. – Budapest, 1986. november 25.) a biológiai tudományok doktora (1972), nyugalmazott osztályvezető, a limnológia címzetes docense, a Societas Internationalis Limnologiae (SIL) volt alelnöke, a Magyar Hidrológiai Társaság tiszteleti tagja és Limnológiai Szakosztályának volt elnöke, a Munka Érdemrend arany fokozata, a „Veszprém Megyéért” érdemérem arany fokozata, a „Pro Natura” emlékérem kitüntetettje.
Biológus, limnológus, hidrozoológus. A biológiai tudományok kandidátusa (1952)

## Életpályája
A kolozsvári Állami Tanítóképző Intézetben 1909-ben tanítói oklevelet szerzett. A budapesti Állami Erzsébet Nőiskolában 1915-ben polgári iskolai tanári oklevelet kapott matematika-természettudományok szakon. 1915–1917 között magántanárként tevékenykedett. 1917 első felében a Műegyetem Állattani Intézetében Entz Géza magánasszisztenseként dolgozott. 1917–1921 között a nagyenyedi Tanítóképző Intézetben segédtanárként dolgozott. 1921–1928 között az USA-ban nevelőként tevékenykedett. 1928–1930 között a budapesti Állami Erzsébet Nőiskola líceumában nevelő volt. 1930–1971 között a Tihanyi Biológiai Kutató Intézetben dolgozott, előbb mint tudományos segédmunkatárs, 1944-től mint adjunktus, 1947-től osztályigazgató. 1935-ben egyetemi doktor lett. 1943-ban egyetemi magántanárrá képesítette magát. 1958–1964 között a Magyar Hidrológiai Társaság Limnológiai Szakosztályának megválasztott vezetője volt. A Nemzetközi Limnológiai Egyesület (SIL) kongresszusainak aktív résztvevője, 1962-ben alelnöke, majd tiszteletbeli alelnöke volt. 1962-ben nyugdíjba vonult.

## Munkássága
Munkásságát protisztológiai tevékenységgel, Entz Géza irányítása mellett kezdte, amit a Balaton élővilágának tanulmányozása során tovább folytatta. A tavi élet jelenségeinek világhírű kutatója volt. Limnológiai kutatásaival egyidőben egyetemi előadásokat is tartott e tárgykörből. Megalapozta a Balaton falcolimnológiai feltárását, kutatta a Balaton parti sávjában élő társulásokat. Számos tudományos publikációja jelent meg hazai és külföldi szaklapokban. 1965-ben Akadémiai Díjat kapott Bevezetés… című munkájáért.

## Művei
- Quantitativ tanulmányok a Balaton biosestonján (Entz Gézával, Kottász Józseffel, Tihany, 1937)
- A Balaton élete (Budapest, 1942)
- Bevezetés a limnológiába: A belvizek életéről (Budapest, 1963)

## Díjai
- Schafarzik Ferenc-emlékérem (1954)
- Akadémiai Díj (1965)
- Pro Natura emlékérem (környezetvédelmi) (1980)

## Emlékezete
1991-ben, Tihanyban emléktáblát avattak tiszteletére. (Tihany, Fürdőtelepi u. 3.; Limnológiai Intézet. Készítette: Csontos László)